# Temporada 1973-74 de los Cleveland Cavaliers
La temporada 1973-74 fue la cuarta de los Cleveland Cavaliers en la NBA. La temporada regular acabó con 29 victorias y 53 derrotas, ocupando el séptimo puesto de la conferencia Este, no logrando clasificarse para los playoffs.

## Elecciones en elDraft
| Ronda | Puesto | Jugador       | Posición  | Nacionalidad   | Universidad |
| ----- | ------ | ------------- | --------- | -------------- | ----------- |
| 1     | 2      | Jim Brewer    | Ala-Pívot | Estados Unidos | Minnesota   |
| 3     | 37     | Jim O'Brien   | Alero     | Estados Unidos | Maryland    |
| 4     | 57     | Luke Witte    | Pívot     | Estados Unidos | Ohio State  |
| 5     | 74     | John Coughran | Alero     | Estados Unidos | California  |

## Temporada regular
| División Central    | División Central | División Central | División Central | División Central | División Central | División Central | División Central | División Central |
| Equipo              | G                | P                | %                | PD               | Casa             | Fuera            | Neutral          | Div              |
| ------------------- | ---------------- | ---------------- | ---------------- | ---------------- | ---------------- | ---------------- | ---------------- | ---------------- |
| y-Capital Bullets   | 47               | 35               | .573             | –                | 31–10            | 15–25            | 1–0              | 14–8             |
| Atlanta Hawks       | 35               | 47               | .427             | 12               | 23–18            | 12–25            | 0–4              | 13–9             |
| Houston Rockets     | 32               | 50               | .390             | 15               | 18–23            | 13–25            | 1–2              | 9–13             |
| Cleveland Cavaliers | 29               | 53               | .354             | 18               | 18–23            | 11–28            | 0–2              | 8–14             |

## Estadísticas
| Rk | Jugador         | Edad | P  | PT | MP   | TC  | TCI  | %TC  | TL  | TLI | %TL   | RO  | RD  | RT  | AS  | RB  | TAP | BP | FP  | PTS  |
| -- | --------------- | ---- | -- | -- | ---- | --- | ---- | ---- | --- | --- | ----- | --- | --- | --- | --- | --- | --- | -- | --- | ---- |
| 1  | Austin Carr     | 25   | 81 |    | 38.3 | 9.2 | 20.8 | .445 | 3.4 | 4.0 | .856  | 1.7 | 1.9 | 3.6 | 3.8 | 1.1 | 0.2 |    | 2.3 | 21.9 |
| 2  | Lenny Wilkens   | 36   | 74 |    | 33.6 | 6.2 | 13.4 | .465 | 3.9 | 4.9 | .801  | 1.1 | 2.7 | 3.7 | 7.1 | 1.3 | 0.2 |    | 2.2 | 16.4 |
| 3  | Dwight Davis    | 24   | 76 |    | 32.6 | 4.9 | 11.3 | .436 | 2.6 | 3.6 | .719  | 2.3 | 6.2 | 8.5 | 2.4 | 0.8 | 1.0 |    | 3.8 | 12.5 |
| 4  | Bingo Smith     | 27   | 82 |    | 31.9 | 6.5 | 14.4 | .455 | 1.7 | 2.1 | .822  | 1.6 | 3.7 | 5.3 | 2.4 | 1.1 | 0.4 |    | 3.0 | 14.8 |
| 5  | Steve Patterson | 25   | 76 |    | 25.1 | 3.4 | 7.9  | .437 | 0.9 | 1.5 | .616  | 2.9 | 5.2 | 8.1 | 2.2 | 0.6 | 0.8 |    | 2.5 | 7.8  |
| 6  | Jim Brewer      | 22   | 82 |    | 22.7 | 2.6 | 6.7  | .383 | 1.0 | 1.5 | .650  | 2.5 | 3.9 | 6.4 | 1.8 | 0.6 | 0.4 |    | 2.3 | 6.1  |
| 7  | Bob Rule        | 29   | 26 |    | 20.8 | 2.9 | 7.4  | .396 | 1.3 | 1.8 | .739  | 1.7 | 2.3 | 4.0 | 1.8 | 0.5 | 0.4 |    | 2.7 | 7.2  |
| 8  | Jim Cleamons    | 24   | 81 |    | 20.3 | 2.9 | 6.7  | .433 | 1.1 | 1.6 | .699  | 0.8 | 2.1 | 2.8 | 2.8 | 0.8 | 0.2 |    | 1.9 | 7.0  |
| 9  | Barry Clemens   | 30   | 71 |    | 12.9 | 2.3 | 4.9  | .471 | 0.9 | 1.0 | .849  | 0.6 | 1.7 | 2.3 | 1.1 | 0.5 | 0.0 |    | 1.9 | 5.5  |
| 10 | Luke Witte      | 23   | 57 |    | 12.8 | 1.8 | 4.3  | .432 | 0.8 | 1.1 | .742  | 1.4 | 2.6 | 4.0 | 0.7 | 0.1 | 0.4 |    | 1.6 | 4.5  |
| 11 | John Warren     | 26   | 69 |    | 11.4 | 1.9 | 4.2  | .454 | 0.5 | 0.6 | .854  | 0.6 | 1.2 | 1.9 | 0.9 | 0.4 | 0.1 |    | 1.7 | 4.3  |
| 12 | Fred Foster     | 27   | 58 |    | 11.2 | 1.9 | 5.0  | .389 | 0.9 | 1.1 | .844  | 0.7 | 1.1 | 1.9 | 1.1 | 0.3 | 0.1 |    | 1.4 | 4.8  |
| 13 | Cornell Warner  | 25   | 5  |    | 9.8  | 0.4 | 2.6  | .154 | 0.8 | 0.8 | 1.000 | 1.0 | 2.4 | 3.4 | 0.8 | 0.0 | 0.4 |    | 1.4 | 1.6  |

## Galardones y récords
| Jugador     | Galardón |
| Austin Carr | All-Star |